# Blind Guardian
I Blind Guardian sono un gruppo musicale power metal tedesco, formatosi nel 1984 a Krefeld (Renania Settentrionale-Vestfalia). Sono conosciuti anche come I Bardi di Krefeld o, più semplicemente, I Bardi, soprannome dovuto alla loro celebre canzone The Bard's Song.

## Storia

### Gli esordi

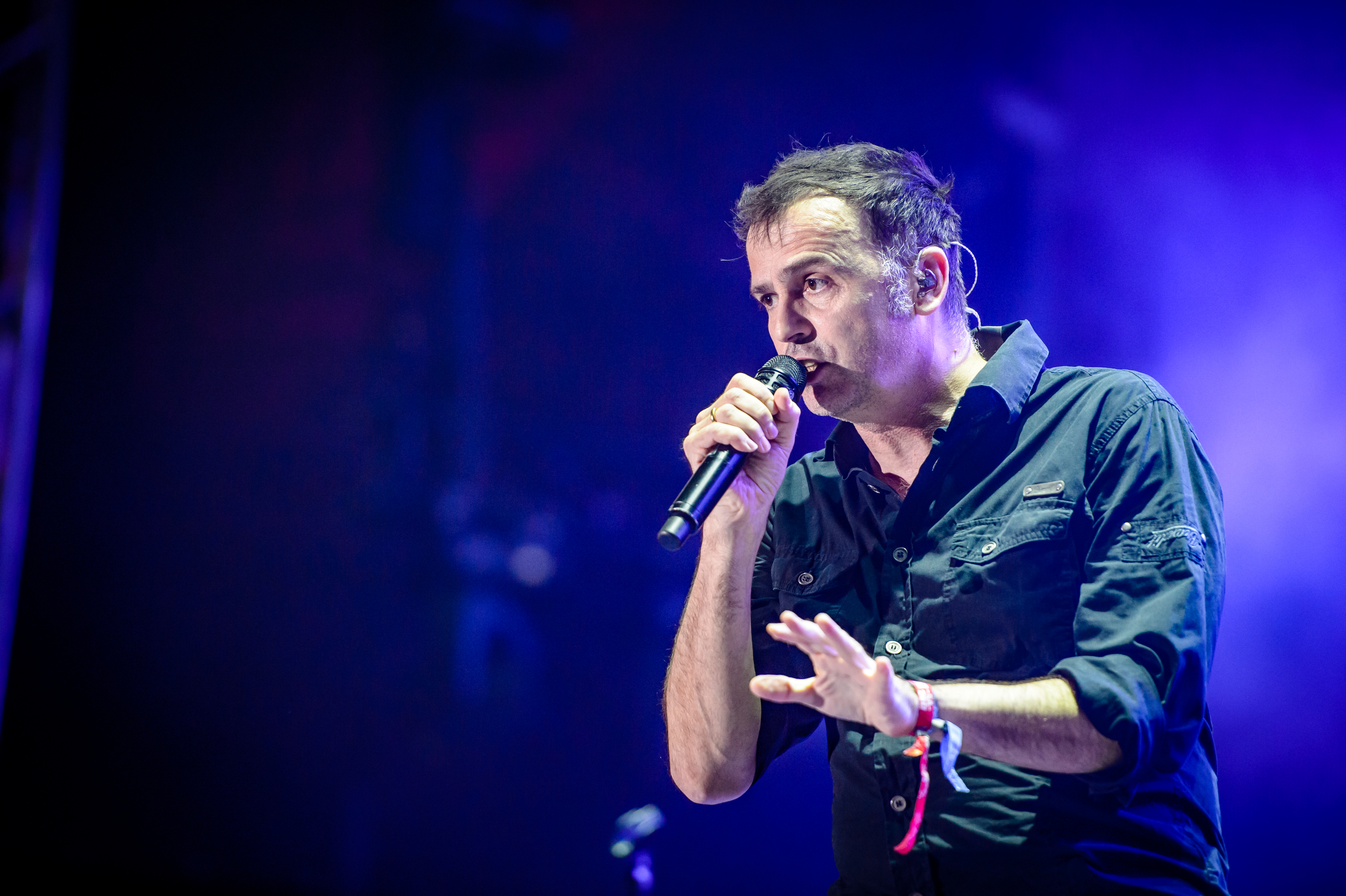
Hansi Kürsch al Rockharz Open Air 2017

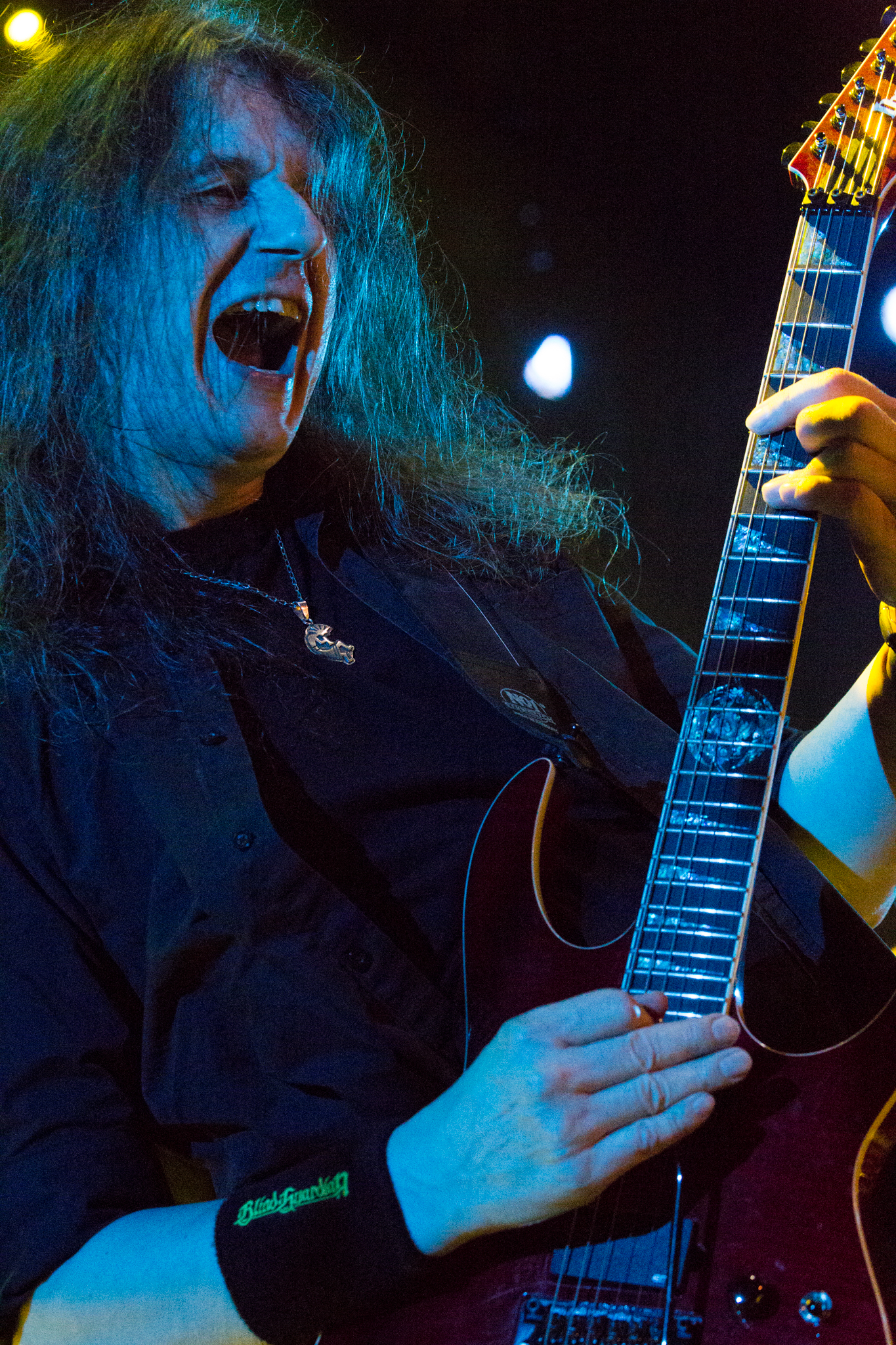
André Olbrich al 70000 Tons of Metal 2015

I Blind Guardian vennero fondati da André Olbrich e Marcus Dork alle chitarre, Hansi Kürsch alla voce e al basso e Thomas Stauch alla batteria con il nome Lucifer's Heritage. Il gruppo pubblicò nel 1986 e nel 1987 due demo, Symphonies of Doom e Battalions of Fear con questo nome, ma non ottennero un contratto discografico.

### La fama

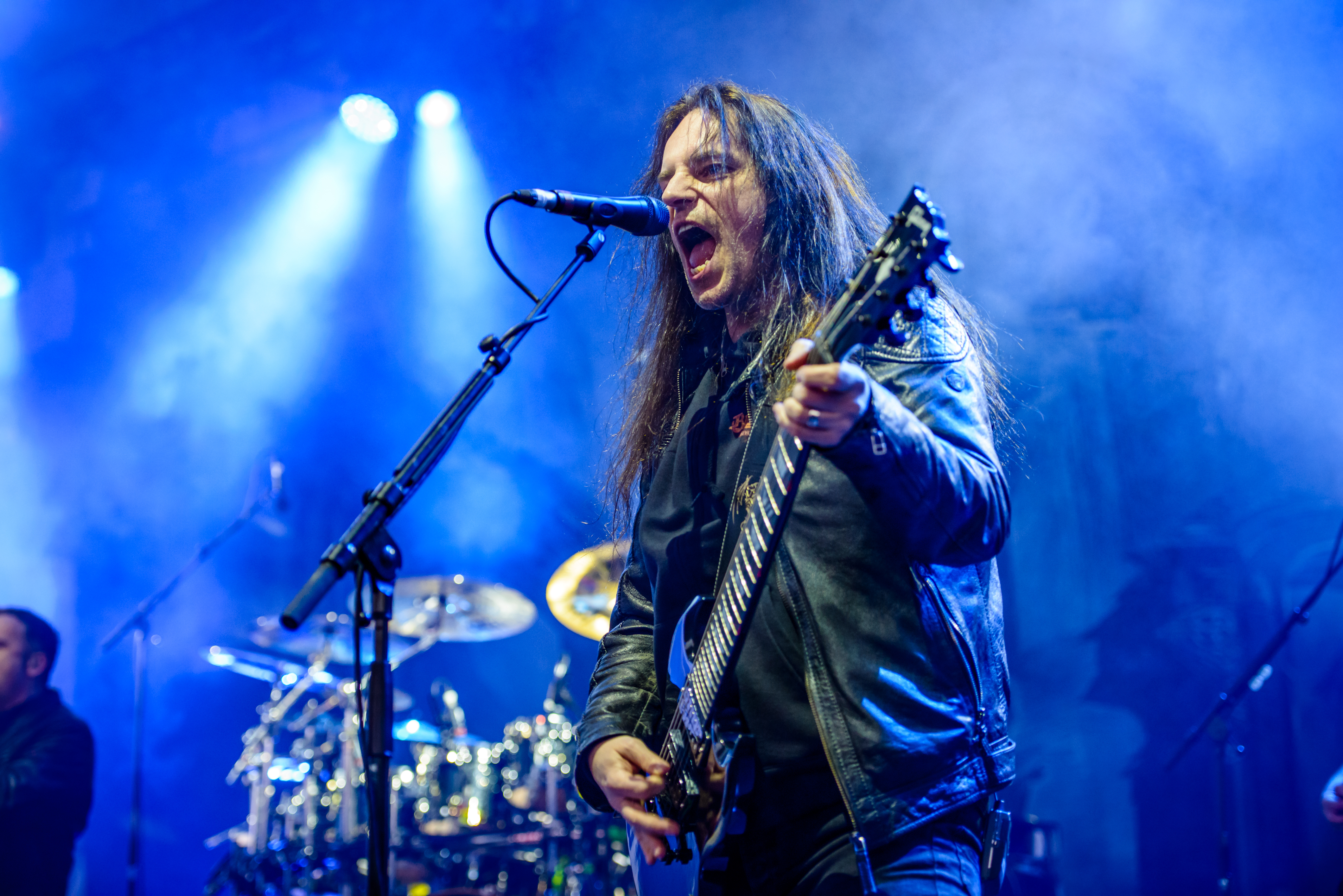
Marcus Siepen al Rock Hard Festival 2016

Nel 1988 arrivò il contratto con la No Remorse Records, e con il rientro di Stauch e l'inserimento di Marcus Siepen alla chitarra ritmica riuscirono a stabilizzarsi. Ma, la band si accorse che il nome attirava un tipo di pubblico che si aspettava sonorità diverse da quelle proposte e, viceversa, non quei fan che avrebbero apprezzato la proposta. Quindi, si riunirono e, tra le svariate proposte decisero di partire dal titolo dell'album dei Fates Warning Awaken the Guardian del 1986.
Nello stesso anno fu pubblicato il primo album in studio: Battalions of Fear, che include il brano Guardian of the Blind ispirato al romanzo It di Stephen King.
L'anno successivo arrivò per loro il secondo album dal titolo Follow the Blind, con la collaborazione del loro amico Kai Hansen (chitarrista di Helloween e Gamma Ray).
Con il terzo lavoro uscito nel 1990 (Tales from the Twilight World) i Blind Guardian cominciarono ad essere riconosciuti come uno dei migliori gruppi metal tedeschi emergenti sfondando anche in campo internazionale. Con il fallimento della No Remorse Records la band passò alla Virgin Records.

### Il successo
Con l'uscita di Somewhere Far Beyond nel 1992 ottennero grandissimo successo scalando le classifiche della Germania fino ai posti più alti e arrivando addirittura primi nella classifica giapponese. Fu così che l'anno seguente fu pubblicato il loro primo album registrato dal vivo intitolato Tokyo Tales che raggruppa le migliori canzoni registrate durante il tour in Giappone di quell'anno.
Dopo alcuni anni d'attesa uscì nel 1995 Imaginations from the Other Side il loro quinto album che determinò una svolta significativa nella scelta delle melodie e della composizione. La decisione di un massiccio utilizzo del sintetizzatore fu la causa di un'ampia critica da parte dei fan più datati, mentre portò un altrettanto folto gruppo di appassionati metal ad avvicinarsi a questa band. Ad ogni modo questo viene considerato da parte di critica e pubblico uno dei migliori lavori da loro creati. Per questo album fu pubblicato anche il loro primo singolo dal nome A Past and Future Secret.
Preceduto dal singolo Mr. Sandman uscì nel 1996 la raccolta di cover intitolata The Forgotten Tales, che riscosse molto successo tra i fan. Oltre alle cover di canzoni dei Queen, degli Uriah Heep, dei Beach Boys (ben due canzoni: Surfin' USA e Barbara Ann) e di Mike Oldfield, contiene anche alcune versioni acustiche e orchestrate di alcuni dei loro successi.
Nel 1998, dopo tre anni dall'ultimo album, i Blind Guardian ritornarono sulla scena con l'uscita del singolo Mirror Mirror, seguito dal concept album Nightfall in Middle-Earth, interamente ispirato al Silmarillion di J.R.R. Tolkien.
Da questo disco Kürsch abbandonò completamente il ruolo di bassista per dedicarsi esclusivamente alla voce, lasciando lo strumento, sia per le registrazioni che per i concerti, nelle mani di Oliver Holzwarth che, però, non entrò nell'organico del gruppo rimanendo sempre un membro non ufficiale.

### La crisi

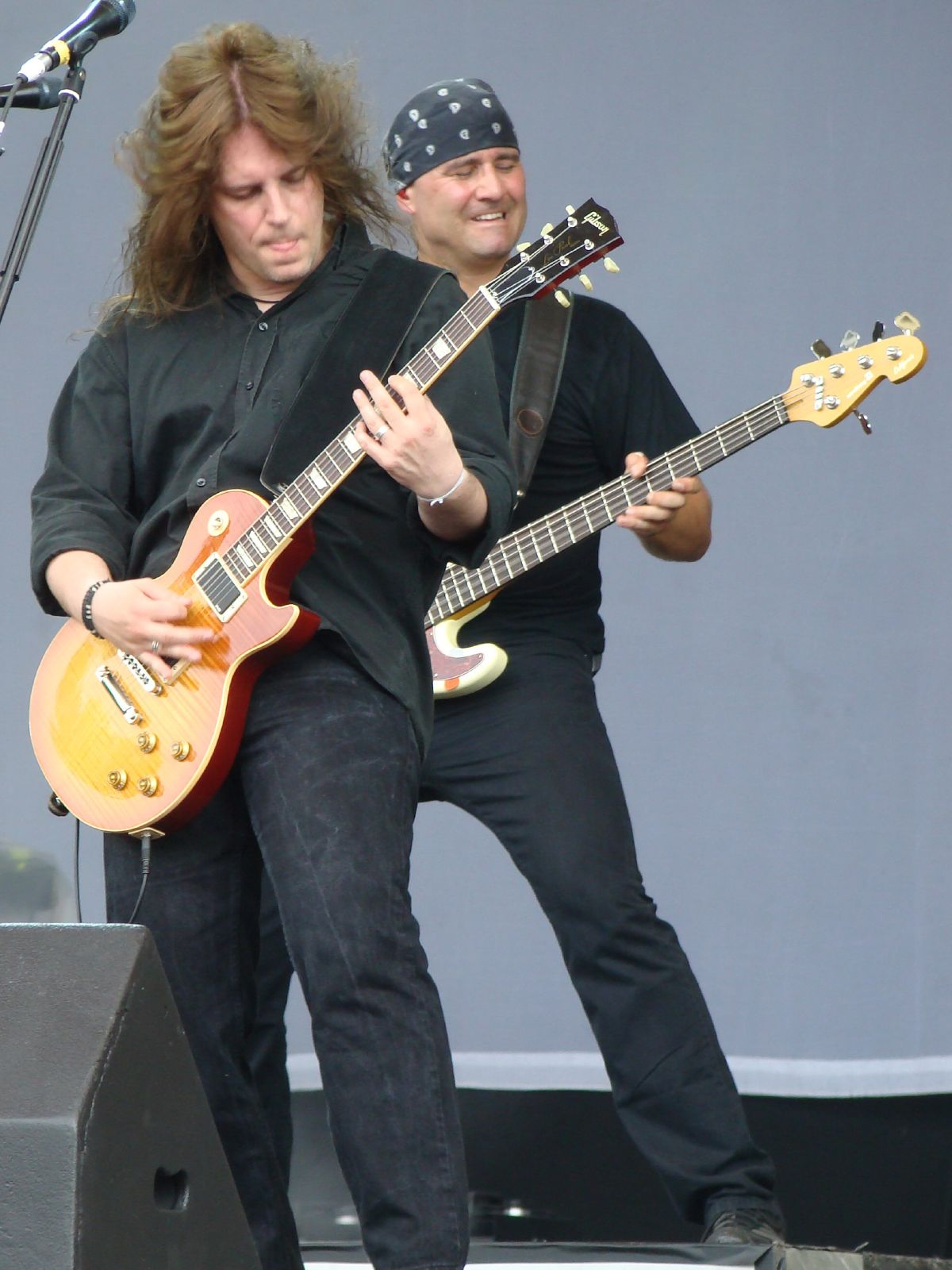
Marcus Siepen e l'ex-bassista Oliver Holzwarth nel 2007

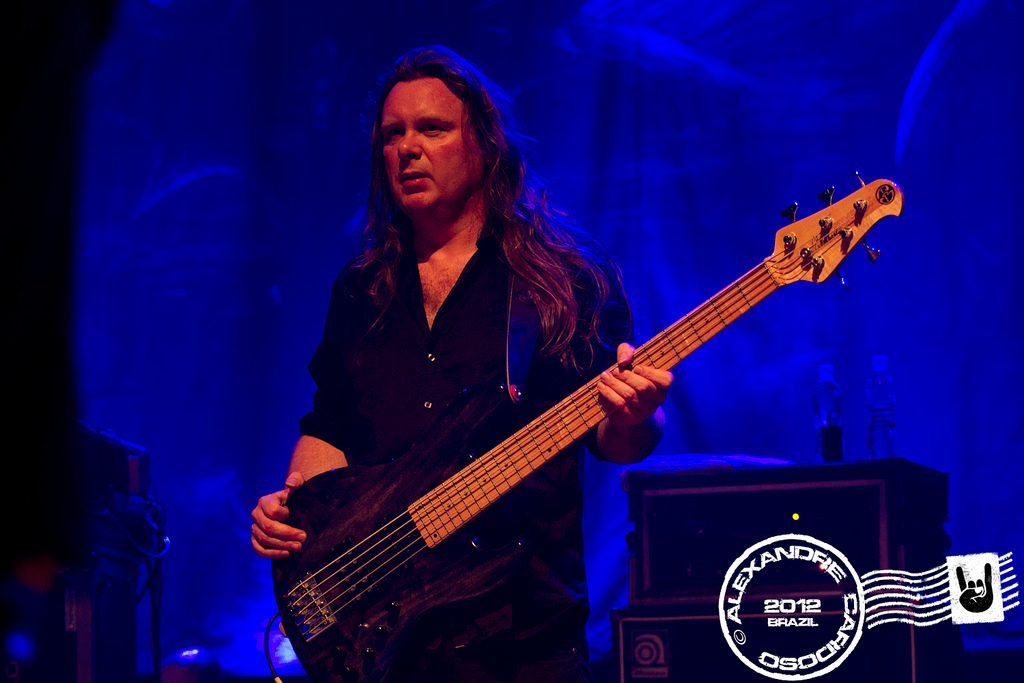
Barend Courbois in concerto in Brasile nel 2012

Nel 2002, dopo l'uscita del singolo And Then There Was Silence contenente la più lunga canzone da loro scritta, di oltre 14 minuti, fu pubblicato l'album A Night at the Opera che riprende le sonorità del disco precedente affiancandovi arrangiamenti orchestrali. Questo album generò critiche e consensi perché per alcuni era visto come una dimostrazione d'onnipotenza da parte della band dopo Nightfall In Middle Earth da molta critica considerato un capolavoro, altri invece lo considerano un'opera colossale per la complessità e ricchezza compositiva. Solo un anno di distanza i Blind Guardian fecero uscire un doppio cd live contenente numerose canzoni del tour mondiale di quell'anno, dal titolo Live. Nel 2004 uscì il loro primo DVD (Imaginations Through the Looking Glass) registrato in occasione del mega-concerto da loro organizzato a Coburgo (Blind Guardian Open Air).
Nel 2005, per divergenze nei gusti musicali, il batterista Thomen Stauch lasciò la band senza rancore fondando i Savage Circus e i Blind Guardian lo sostituirono con un più giovane Frederik Ehmke.

### La ripresa

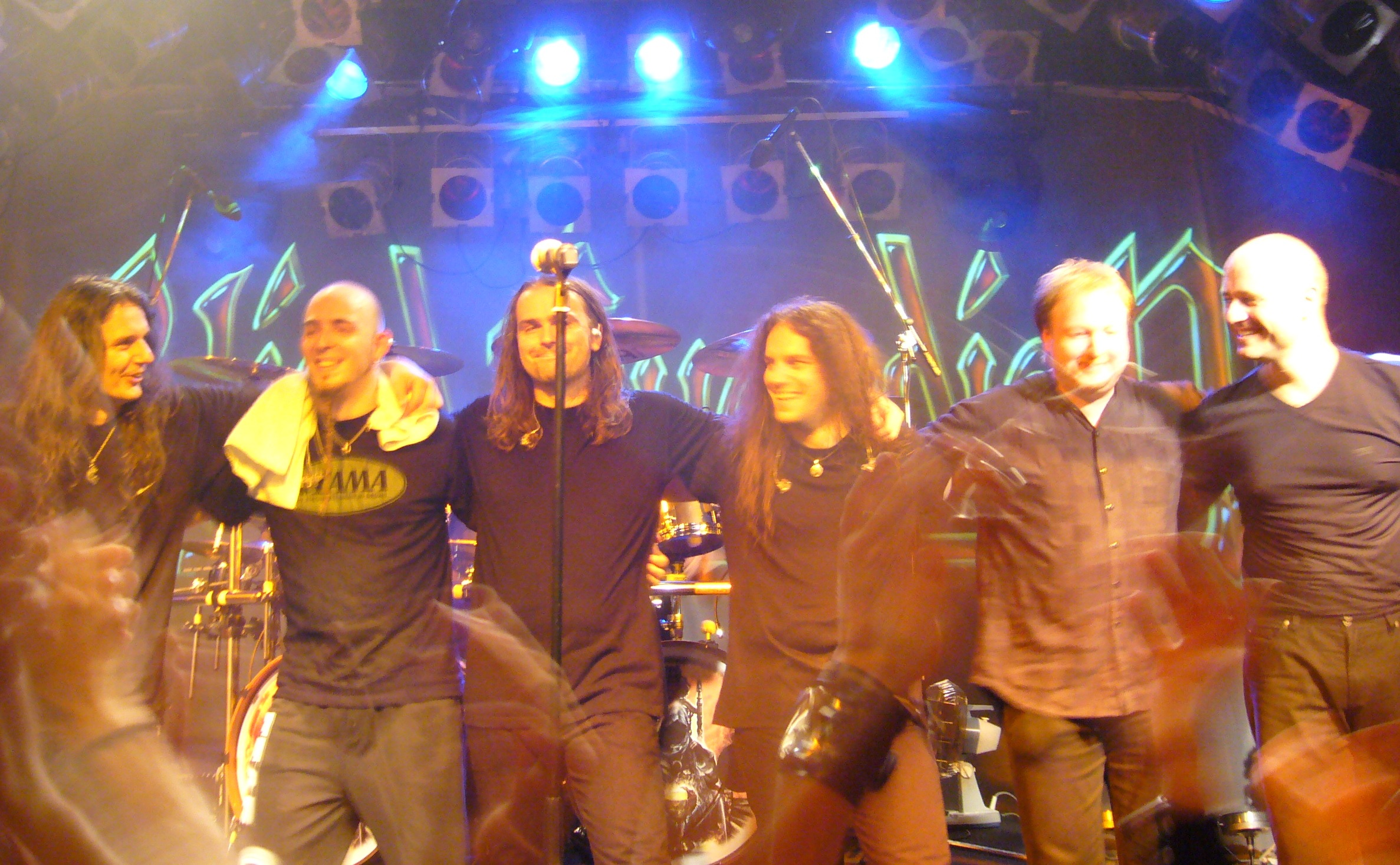
I Blind Guardian dal vivo a Malmö 2007

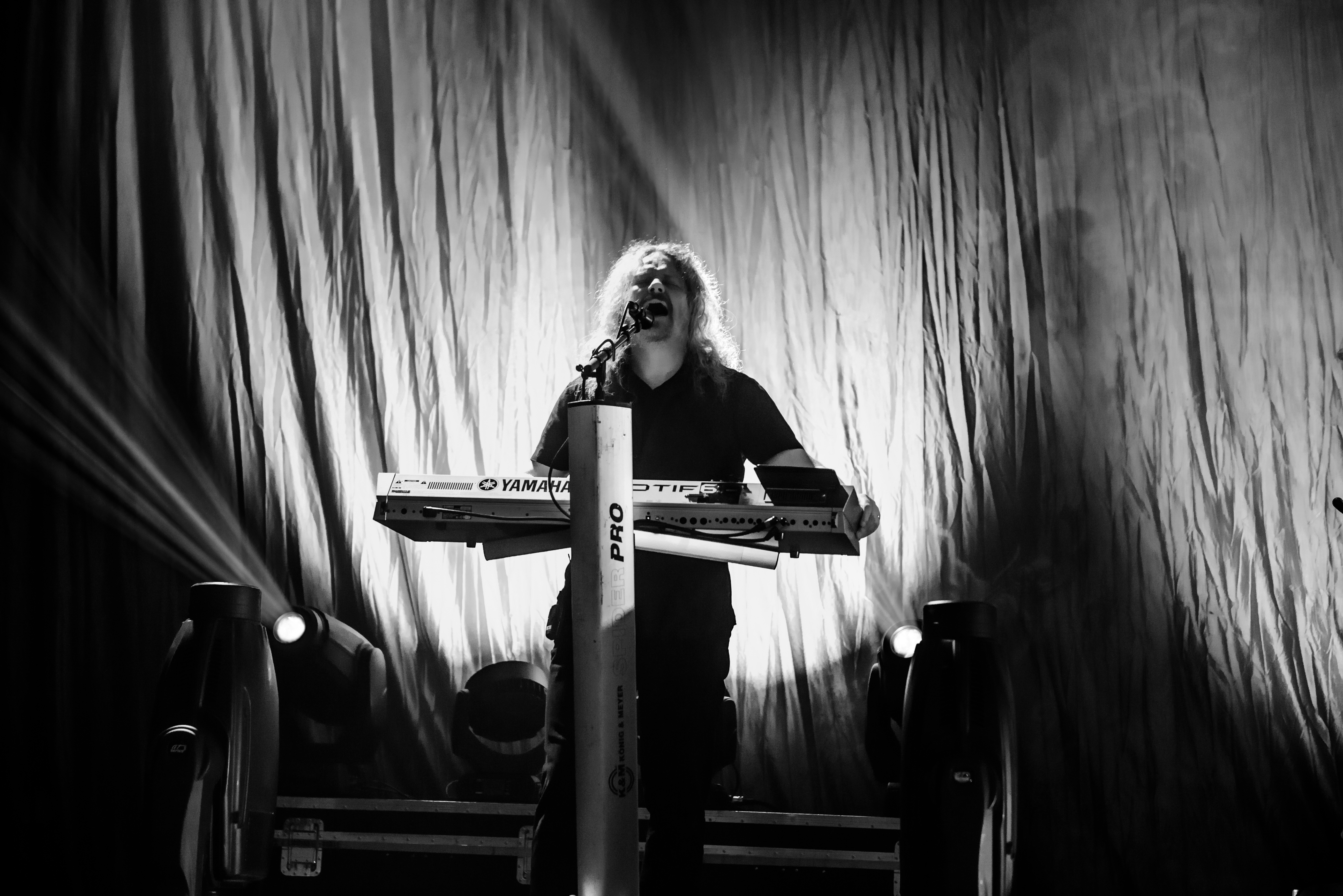
Mi Schüren al Ruhrpott Metall Meeting 2016

Nel marzo del 2006 è uscito Fly, il nuovo singolo della band, seguito dall'uscita a settembre dell'album, A Twist in the Myth. A maggio del 2007 è uscito il secondo singolo tratto dall'album, Another Stranger Me: è la prima volta che la band trae due singoli da un unico album, ma ciò segue la prassi della nuova label Nuclear Blast.
Nel 2008 prendono parte alla colonna sonora del film fantasy In the Name of the King di Uwe Boll, basato sul videogioco Dungeon Siege.
La band ha inoltre annunciato l'uscita futura di un loro album orchestrale dedicato totalmente al romanzo Il Signore degli Anelli, dove non vi saranno parti metal, ma solamente l'orchestra con la voce di Hansi Kürsch. Non è confermato, comunque, se ad essere pubblicato per primo sarà questo album od un eventuale nuovo lavoro in studio della band.
Nel 2009 la band ha inoltre collaborato alla colonna sonora del gioco Sacred 2: Fallen Angel, scrivendo un brano (Sacred Worlds, poi riproposto sull'album successivo) suonato da loro stessi nel concerto virtuale presente nel gioco come contenuto speciale. I membri della band si sono prestati per il motion capture di questo contenuto aggiuntivo. La versione del brano presente in At the Edge of Time vede l'aggiunta di un preludio orchestrale e di alcune strofe e bridges.
Il 30 luglio 2010 vede l'uscita il nuovo album intitolato At the Edge of Time, preceduto dall'EP A Voice In The Dark. Questo CD riporta la band a sonorità più caratteristiche dei tempi passati che a quelle forse un po' progressive di A Twist In The Myth mantenendo comunque un livello altissimo per quanto riguarda le melodie e le orchestrazioni che sono forse la maggiore novità dell'album, infatti per la prima volta i Bardi hanno collaborato con l'Orchestra di Praga nella registrazione di un album.

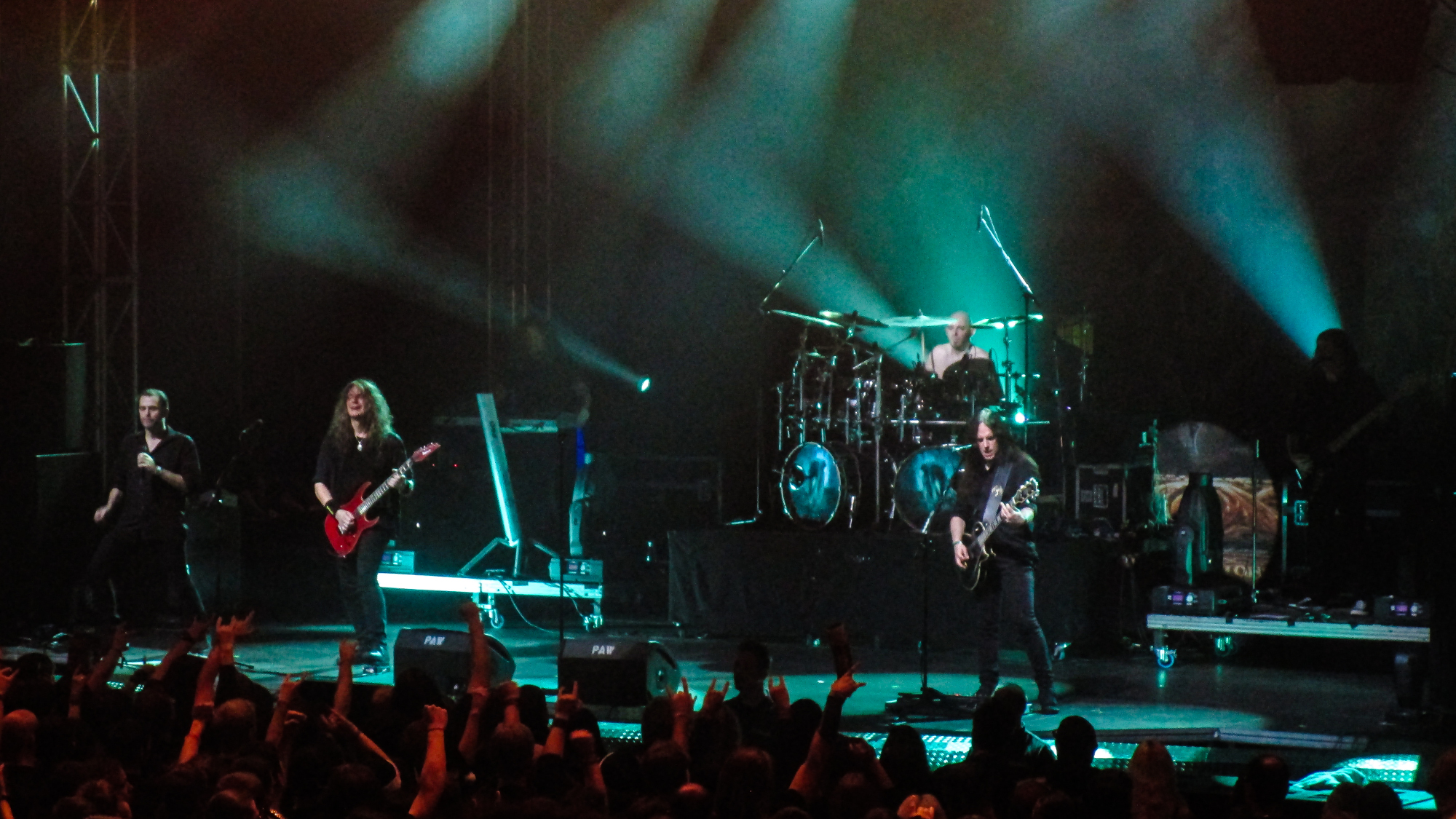
I Blind Guardial al Christmas Bash Festival a Geiselwind, nel 2016

Il 27 gennaio 2012 esce Memories of a Time to Come, un "Best of" che ripercorre i primi 25 anni di carriera dei Bardi riproponendo i vecchi successi in versione remixata con un sound decisamente migliorato e alcune canzoni tra cui The Bard's song e Valhalla completamente ri-registrate. L'album è disponibile in due versioni, quella con due CD e quella Deluxe con 3 CD, di cui uno contiene i primi pezzi della band quando ancora portava il nome di Lucifer's Heritage.
L'11 luglio 2012 compare un comunicato di Hansi sul sito ufficiale della band che annuncia che, dopo la lunghissima serie di concerti per promuovere At the Edge of Time e Memories of a Time to Come, i Blind Guardian si dedicheranno totalmente al songwriting per il nuovo disco e/o per ultimare il progetto orchestrale e che quindi non ci saranno altre apparizioni live della band prima del 2014.
Il 28 gennaio 2013 esce il box set A Traveler's Guide to Space and Time contenente tutti gli album in studio, live e compilation pubblicati dalla band tra il 1988 e il 2004 insieme a materiale inedito.
Il 10 ottobre 2014, con un messaggio sul proprio sito, la band annuncia l'uscita del singolo Twilight of the Gods, pubblicato il 5 dicembre dello stesso anno. Il 7 novembre il gruppo annuncia il titolo del decimo album in studio, Beyond the Red Mirror la copertina, la lista tracce e la data di pubblicazione, fissata al 30 gennaio 2015.

### Tempi recenti

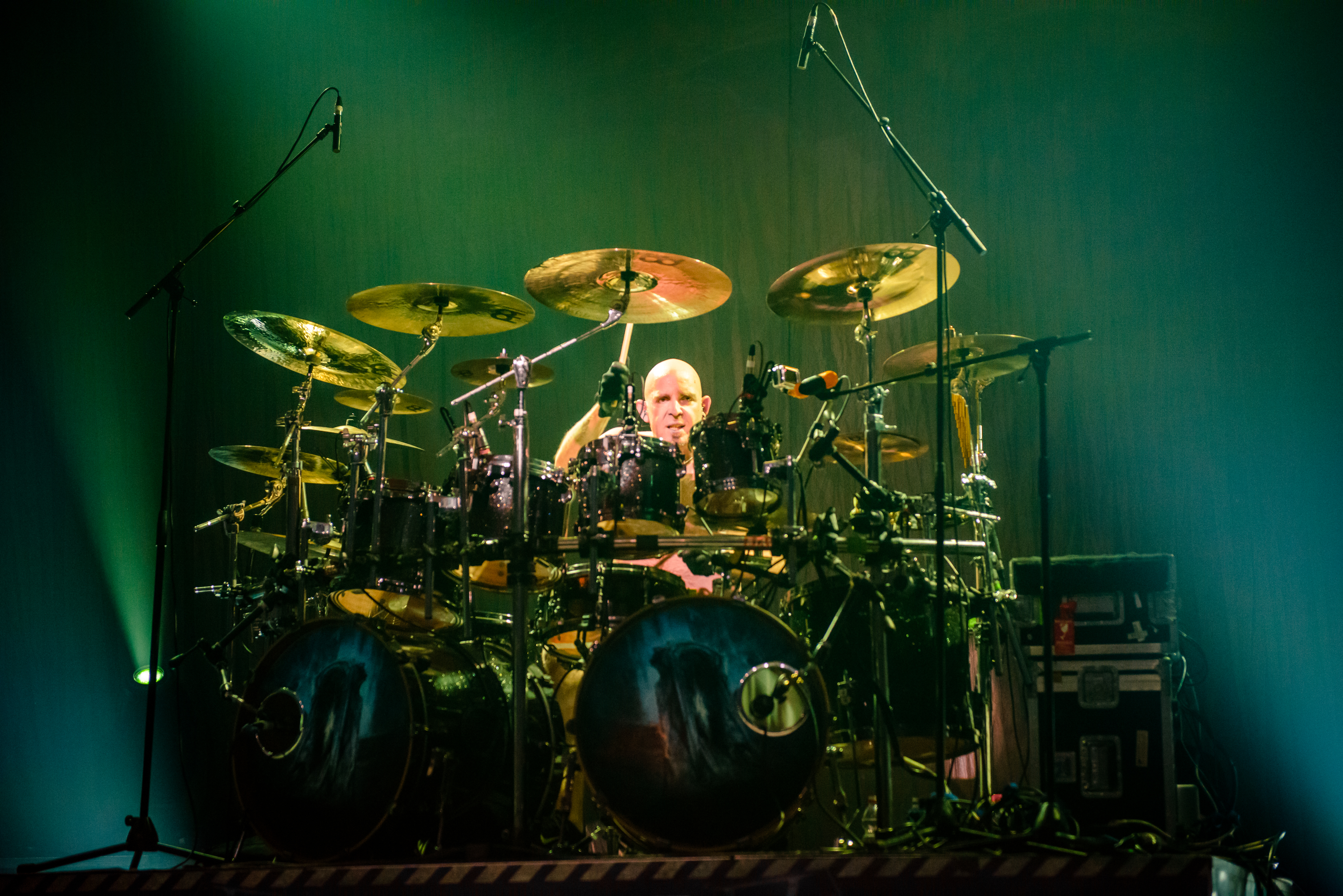
Frederik Ehmke nel 2016

Il 28 gennaio 2015 i Blind Guardian presentano sulla propria pagina Facebook il bassista Barend Courbois; il musicista aveva preso il posto di Oliver Holzwarth già dal 2012 e rimane, come il suo predecessore, un membro non ufficiale del gruppo.
La band ha dichiarato che avrebbe registrato tutti gli show del tour in supporto a Beyond the Red Mirror in vista della pubblicazione di un altro album dal vivo.
Con un messaggio sul sito della band, Hansi annuncia nel luglio 2016 che i Blind Guardian avrebbero suonato per intero l'album Imaginations from the Other Side durante l'imminente tour americano.
Con un ulteriore messaggio il 31 ottobre 2016 Kürsch annuncia che la band avrebbe continuato a suonare l'album anche in tutte le altre date del 2016 e del 2017; nello stesso messaggio il cantante ha inoltre confermato il 2017 come data di uscita del nuovo album live e indicato il 2018 come probabile data di uscita dell'album orchestrale.
L'8 maggio 2017, con un messaggio sulla propria pagina Facebook, i Blind Guardian annunciano che il 7 luglio uscirà il live album Live Beyond the Spheres composto da canzoni registrate durante il tour europeo del 2015.
Nell'estate 2019 il gruppo annuncia la prossima uscita di album orchestrale in collaborazione con la Twilight Orchestra intitolato Legacy of the Dark Lands: in questo progetto, il 6 settembre viene pubblicato il video del singolo "Point of No Return", seguito da un secondo, "This storm". L'album esce infine l'8 novembre.
A fine 2020 la band annuncia un contest internazionale Imaginations Song Contest per celebrare il 25º anniversario dell'uscita di Imaginations from the Other Side, vinto dagli italiani Stranger Vision con la cover di Bright Eyes.
Nel dicembre 2021 su YouTube viene pubblicato dalla Nuclear Blast il video del nuovo brano Deliver Us From Evil, come anticipazione di un album in uscita prevista nel 2022. Il 3 dicembre 2021 il brano viene pubblicato anche in vinile in edizione limitata: nel B side è presente il brano Merry Xmas Everydoby pubblicato online nel dicembre 2020. Nel 2022 viene pubblicato un altro singolo, Blood Of The Elves.
Il 2 settembre 2022 esce l’album in studio The God Machine.

## Caratteristiche
La musica dei Blind Guardian è caratterizzata dalle veloci chitarre elettriche e dalla doppia cassa martellante classici del power metal, ma può essere considerata quasi unica per il suo uso dell'overdub (sovrapposizione) per creare un suono estremamente denso, un suono "epico". Questa tecnica, specialmente notabile nelle parti vocali e di chitarra, dà l'impressione di una vasta armata di musicisti che suonino all'unisono e cantino in armonia, impressione rafforzata anche dai cori, onnipresenti in ogni canzone.
Considerando già le qualità solistiche e da inno dei loro cori, non sorprende che l'album live del 2003 intitolato proprio Live (come già il Tokyo Tales del 1993) avesse una qualità e uno stile molto vicini alle loro registrazioni in studio: infatti anche se hanno dovuto rinunciare all'overdub del cantante Hansi Kürsch, il pubblico entusiasta e numeroso si è fatto carico di sostituirlo fedelmente. In certe occasioni il pubblico ha addirittura cantato sulla sola base di un solo della chitarra di André Olbrich o sostituito per l'intero pezzo il cantante in brani come The Bard's Song. Sempre in questa ottica un evento da ricordare è quello occorso durante il concerto da cui è stato tratto il DVD Imaginations Through the Looking Glass (2004) il momento in cui dopo la fine della canzone Valhalla, contenente forse il loro coro più trascinante e famoso, il pubblico (dopo pochi istanti di ovazione) ha da solo ricominciato il coro e lo ha continuato eroicamente per più di tre minuti prima di spegnersi, sostenuto dalla sola batteria intervenuta in suo aiuto.
Inizialmente, i Blind Guardian sono stati ispirati dai mondi fantastici di J. R. R. Tolkien e di altri autori di genere fantasy, così come da leggende tradizionali e dall'epica. L'album del 1998 Nightfall in Middle-Earth, per esempio, è un concept album basato su Il Silmarillion di Tolkien, mentre l'album del 2002 A Night at the Opera presenta una canzone di 14 minuti sulla Guerra di Troia, intitolata And Then There Was Silence, pubblicata anche come singolo. Inoltre, i Blind Guardian hanno scritto varie canzoni dedicate alla saga composta da 7 libri La torre nera di Stephen King come Carry the Blessed Home, The Script for My Requiem, Another Stranger Me, Somewhere Far Beyond, oltre a un paio di brani dedicati alla saga delle Cronache del ghiaccio e del fuoco di George R. R. Martin, ovvero War of the Thrones e A Voice in the Dark.
Nello scorrere degli anni si è sviluppato un tema ricorrente: i membri della band vengono paragonati a bardi girovaghi, merito anche della canzone The Bard's Song diventata una vera e propria tappa obbligata ad ogni concerto.
La popolarità dei Blind Guardian ha continuato a crescere da pochi adepti in Europa e Giappone, fino a che non sono diventati una delle band di power metal più conosciute e rispettate del mondo. Il singolo And Then There Was Silence, per esempio, ha raggiunto la vetta nella top ten delle vendite in Spagna e il settimo posto in Canada, nonostante la sua durata.
Assieme a Jon Schaffer (leader e fondatore degli Iced Earth) Kürsch ha fatto parte di un apprezzato progetto parallelo, fondando i Demons & Wizards. Lo stesso Hansi ha inoltre collaborato con molteplici gruppi power metal, come gli Angra in Temple of Shadows, gli Edguy in Vain Glory Opera, i Dreamtone & Iris Mavraki's Neverland in Reversing Time, i Gamma Ray in Land of the Free, con il progetto Avantasia di Tobias Sammet in Moonglow, i Vexillum in Unum e i Therion con Deggial. 

### Curiosità
A causa del maremoto che ha colpito il Giappone il 11 marzo 2011, i Blind Guardian hanno lavorato con la loro ex casa discografica, la EMI Music, ed hanno messo all'asta una sessione di studio in esclusiva nella Sala Twilight Studio di Grefrath in Germania, per beneficenza. Il 100% del ricavato sarebbe stato donato a delle associazioni di soccorso per lo tsunami. L'asta è terminata il 22 aprile 2011 con un'offerta finale di € 1.317,42.

## Formazione

### Formazione attuale
- Hansi Kürsch - voce principale (1984-presente) basso (1984-1996)
- André Olbrich - chitarra solista, cori (1984-presente)
- Marcus Siepen - chitarra ritmica, raramente solista, cori (1987-presente)
- Frederik Ehmke - batteria, percussioni, flauto, cornamusa (2005-presente)

### Ex componenti
- Thomas "Thomen" Stauch - batteria, percussioni (1984-1985, 1987-2005)

### Turnisti
- Johan van Stratum - basso (2021-presente)
- Michael Schüren (live e studio) - tastiere live, pianoforte in studio (1997-presente)

### Ex-turnisti
- Barend Courbois - basso (2011-2021)
- Alex Holzwarth - batteria (2002-2003)
- Marc Zee - tastiere, cori (1993)
- Oliver Holzwarth - basso (1997-2011)
- Tobias Exxel - basso (2007)

## Discografia
- 1988 – Battalions of Fear
- 1989 – Follow the Blind
- 1990 – Tales from the Twilight World
- 1992 – Somewhere Far Beyond
- 1995 – Imaginations from the Other Side
- 1998 – Nightfall in Middle-Earth
- 2002 – A Night at the Opera
- 2006 – A Twist in the Myth
- 2010 – At the Edge of Time
- 2015 – Beyond the Red Mirror
- 2019 – Legacy of the Dark Lands (con la Twilight Orchestra)
- 2022 – The God Machine